# Savoia-Marchetti SM.75
Savoia-Marchetti SM.75 Marsupiale (»Vrečar«)je bilo italijansko trimotorno potniško/transportno letalo, razvito v 1930ih. SM-75 je bil zadnji v seriji transportnih letal italijanskega inženirja Alessandra Marchettija. Imel je nizko nameščeno kantilever krilo in uvlačljivo pristajalno podvozje z repnim kolesom. Grajen je bil iz aluminija in lesa. SM-75 je bil za svoj čas hitro in robustno letalo z velikim doletom, lahko je prevažal 25 potnikov do okrog 1500 kilometrov daleč.

## Specifikacije (SM.75 z Alfa Romeo motorji)
Podatki iz Italian Civil and Military aircraft 1930-1945
Splošne značilnosti
- Posadka: 4
- Število sedežev: 24 potnikov
- Dolžina: 21,5946 m (70 ft 10,18 in)
- Razpon kril: 29,69 m (97 ft 5 in)
- Višina: 5,0991 m (16 ft 8,75 in)
- Površina kril: 118,55 m2 (1.276,1 sq ft)
- Teža praznega letala: 9.480 kg (20.900 lb) 

  - (S Piaggio motorji 9.779 kg (21.559 lb))
- Bruto teža: 14 kg (31,900 lb) 

  - (S Piaggio motorji 14.769 kg (32.560 lb))
- Pogon letala: 3 × Alfa Romeo 126 R.C.34 9-valjni zvezdasti motor, 560 kW (750 hp)  vsak 

  - ali 3 x 1000 KM Piaggio P.XI R.C.40 14-valjni zvezdasti motorji

Zmogljivost
- Maks. hitrost: 369 km/h; 199 kn (229 mph) 289 km/h (180 mph)
- Potovalna hitrost: 325 km/h; 176 kn (202 mph) 

  - (S Piaggio motorji 214 km/h (133 mph))
- Doseg: 2.279 km; 1.230 nmi (1.416 mi) maks.
  - S Piaggio motorji 999 km (621 mi)
- Višina leta: 6.998 m (22.960 ft)
- Hitrost vzpenjanja: 37 m/s (7.300 ft/min)
- Čas do višine: 4.000 m (13.123 ft) v 17 min 42 sek
  - S Piaggio motorji 4.000 m (13.123 ft) v 19 min